# أربع خطوات لتقييم الأثر
أربع خطوات لتقييم الأثر هو الإطار الأكاديمي بدأت والتي نشرتها جوناثان مان وزملاؤه في مركز باغنود فرانسوا كزافييه للصحة وحقوق الإنسان في كلية هارفارد للصحة العامة. يأخذ التقييم في الحسبان التفاوض حول الأهداف بين حقوق الإنسان والصحة العامة. يأخذ هذا النهج في الاعتبار مقياسًا للتداخل في كل تخصص لفضح انتهاك الأهداف. يمكن تحديد هذا الانتهاك أو التقاء ما اقترحه مان وزملاؤه في جدول 2×2، كما هو موضح أدناه.
أربع خطوات لتقييم الأثر شبكة 2x2 للصحة وحقوق الإنسان
تقييم الأثر المكون من أربع خطوات:
1. إلى أي مدى تمثل السياسة أو البرنامج المقترح «صحة عامة جيدة»؟
2. هل السياسة أو البرنامج المقترح يحترم حقوق الإنسان ويحميها؟
3. كيف يمكننا تحقيق أفضل مزيج ممكن من جودة الصحة العامة وحقوق الإنسان؟
  1. ما مدى خطورة مشكلة الصحة العامة؟
  2. هل من المحتمل أن تكون الاستجابة المقترحة فعالة؟
  3. ما هي شدة ونطاق ومدة الأعباء على حقوق الإنسان الناتجة عن السياسة أو البرنامج المقترح؟
  4. إلى أي مدى تعتبر السياسة المقترحة أو البرنامج مقيدًا وتدخليًا؟
  5. هل السياسة أو البرنامج المقترح شامل أم غير شامل؟
  6. ما هي الضمانات الإجرائية المضمنة في السياسة أو البرنامج المقترح؟
  7. هل ستتم مراجعة السياسة أو البرنامج المقترح بشكل دوري لتقييم فعالية الصحة العامة وتأثيرها على حقوق الإنسان؟ تحديد التغييرات المحددة للسياسة أو البرنامج المقترح التي تزيد من حقوق الإنسان و / أو جودة الصحة العامة مع الحفاظ على (أو حتى تعزيز) فعالية الصحة العامة.
4. أخيرًا، هل لا تزال السياسة أو البرنامج المقترح (كما تمت مراجعته) يبدو أنه النهج الأمثل لمشكلة الصحة العامة؟

كوسيلة لتصور تقاطع كل من الصحة وحقوق الإنسان، يضع هذا الجدول جودة حقوق الإنسان على المحور ص، وجودة الصحة العامة على المحور السيني. تُعرض مستويات أو ترتيب كلا المقياسين بيانياً في نقطة ما في المستوى الديكارتي. تألفت المنظمات التي دعمت هذا الإطار بشكل مشترك من مركز مان فرانسوا كزافييه باغنود للصحة وحقوق الإنسان، والاتحاد الدولي لجمعيات الصليب الأحمر والهلال الأحمر.

## الخلفية والتطوير
كان مان مدافعًا رئيسيًا عن الجمع بين القوى المتآزرة للصحة العامة والأخلاق وحقوق الإنسان. لقد وضع نظرية وروج لفكرة أن صحة الإنسان وحقوق الإنسان مرتبطان بشكل متكامل وغير قابل للفصل، بحجة أن هذين المجالين يتداخلان في فلسفاتهما وأهدافهما لتحسين الصحة والرفاهية ومنع الوفاة المبكرة.
اقترح مان في عمله مقاربة ثلاثية الجوانب عملت بشكل مناسب كتفسير أساسي للعلاقة بين الصحة وحقوق الإنسان. أولاً، الصحة قضية من قضايا حقوق الإنسان. ثانياً (وعلى العكس)، حقوق الإنسان هي قضية صحية. تؤدي انتهاكات حقوق الإنسان إلى آثار صحية ضارة.  ثالثًا، توجد روابط بين الصحة وحقوق الإنسان (فرضية يجب اختبارها بدقة).  يؤيد الأدب آثار النقطتين الأوليين، لكن مان وزملائه شرعوا في الدعوة إلى التحقق من صحة النقطة الثالثة وتحدوا العالم لممارستها. مع هذا الإطار، حاول مان سد الفجوة المتصورة في الفلسفات والمراسلات والمفردات والتعليم والتدريب والتوظيف وأساليب العمل بين تخصصات أخلاقيات علم الأحياء والفقه وقانون الصحة العامة وعلم الأوبئة. علاوة على ذلك، عرف مان أن تاريخ «العلاقات المتضاربة» بين مسؤولي الصحة العامة والعاملين في مجال الحريات المدنية يمثل تحديات للسعي وراء ما أسماه التقاء «القوي» بين الصحة وحقوق الإنسان - وهو نهج إيجابي. يعتقد مان أنه من المهم رفع الوعي أولاً بهذه التحديات. وبروح التفاوض والعمل كوسيط، أشار مان إلى أن مثل هذا التقاطع بين المجالات لا يمكن أن يفيد إلا إذا تم الكشف عن أرضية مشتركة في الفلسفات وزُرعت بعلم التعاون.